# Treponema pallidum
Treponema pallidum — грам-негативна бактерія типу спірохет (Spirochaetes), що є збудником кількох захворювань людини, зокрема сифілісу. Це облігатний внутріклітинний паразит, що, як вважається, має метаболічні дефекти, які роблять бактерію непридатною до вільного життя. Відкрита Фріцом Шаудіном і Еріхом Гофманом у 1905 році.

## Підвиди
Відомі як мінімум чотири підвиди:
- T. pallidum pallidum — спричинює сифіліс,
- T. pallidum pertenue — фрамбезію,
- T. pallidum carateum — пінту,
- T. pallidum endemicum — беджель.

## Морфологія

T. pallidum, зображення за допомогою мікроскопії темного поля

Це досить довга спірохета (8-20 мікрон), тонка (0,25-0,35 мікрон у діаметрі), радіус спіралі 0,8-1 мікрон, крок гвинта — близько 1 мікрону, кількість завитків — 9-10. Рухома за допомогою т.з. аксилярного тіла, що являє собою внутрипериплазмені джгутики. Погано фарбується аніліновими фарбниками зважаючи на наявність великого числа гідрофобних компонентів в цитоплазмі, забарвлюється в блідо-рожевий відтінок за методом Романовського—Гімзи (за що і отримала назву pallidum — «бліда»), для детекції також застосовують методи протрави і напилення срібла. Незабарвлені нефіксовані клітки не видно в світловий мікроскоп, для візуалізації цих бактерій в живому стані застосовують метод мікроскопії темного поля та використовують флюоресцентні антитіла.

## Культуральні властивості
T. pallidum — хемоорганогетеротроф, облігантний анаероб. Не культивуються на простих живильних середовищах. Відомі методи отримання т.з. «змішаних культур» (наприклад метод Шерешевського на напівзгорнутій кінській сироватці, метод Ногучі (野口 英世, Noguchi Hideyo, 1876—1928) на суміші лужного агару і асцитичної рідини із додаванням шматочка нирки або яєчка кроля, метод Проки, Данієла і Стро (Proca, Daniela, Stroe) та ін.), також відомі методи отримання чистих культур (як із змішаних — метод Мюленса, так і безпосередньо з крові хворих на сифіліс), відомі методи культивування на твердих живильних середовищах (на кров'яному або сироватковому агарі в анаеробних умовах). Культивовані спірохети втрачають патогенність, але антигенні властивості частково зберігаються (кардіоліпіновий екстракт використовується для постановки реакції Вассермана). Також T. pallidum культивується шляхом зараження кроликів, зважаючи на сприйнятливість останніх, і є зручним організмом для моделювання сифілісу (у тому числі і нейросифілісу).

## Геном
Геном T. pallidum штаму Nichols був завершений в 1998 році. Геном представників цього штаму представлений кільцевою дволанцюжковою молекулою ДНК розміром 1138012 пар основ і містить 1090 генів, з них 1039 кодують білки, відкриті рамки зчитування становлять 92,9 % геному, вміст ГЦ становить 52,77 %. T. pallidum має один з найменших відомих бактеріальних геномів, що відрізняється сильною редукцією метаболічних і біосинтетичних функцій, адаптуючись скороченням генома до багатих живильними речовинами тканин ссавців.
Пізніше встановлення послідовності геномів кількох інших штамів T. pallidum та кількох інших спірохет дозволяє повний аналіз схожості і відмінностей в межах цього бактеріального типу. Порівняння геномів штамів Nichols і SS14 демонструє наявність 327 однонуклеотидних замін (224 транзицій, 103 трансверсій), 14 делецій и 18 інсерцій, також були знайдені гіперваріабельні ділянки хромосоми. Ген tprK має багато алелей та розрізняється між штамами T. pallidum, відповідаючи за антигенні відмінності між ними.

## Патогенез
T. pallidum pallidum — рухома спірохета, яка звичайно передається при статевому контакті, проникаючи до тіла хазяїна через слабкі місця в епітеліальному шарі.  T. pallidum pallidum може також передаватися плоду через плаценту на пізніших стадіях вагітності, породжуючи зрештою вроджений сифіліс. Спіральна структура бактерії T. pallidum pallidum дозволяє їй рухатися гвинтоподібним чином через в'язке середовище, наприклад слиз. Після проникнення до тіла хазяїна, бактерія проникає до кровоносної і лімфатичної систем.
Підвиди, що спричинюють фрамбезію, пінту і беджель є морфологічно і серологічно невідрізними від T. pallidum pallidum (сифіліс); проте, їх передача не венерична, а клінічний перебіг цих хвороб значно відрізняється.
Вакцини проти сифілісу не існує. Зовнішня мембрана T. pallidum має дуже мало зовнішніх білків для зв'язування антитіла. Зусиллям розробити безпечну і ефективну вакцину проти сифілісу перешкоджає невпевненість про відносну важливість гуморальних і клітинних механізмів захисного імунітету і факт, що білки зовнішньої мембрани T. pallidum здебільшого не ідентифіковані.